# 3 décembre 1922
Le dimanche 3 décembre 1922 est le 337e jour de l'année 1922.

## Naissances
- Eli Mandel (mort le 3 septembre 1992), écrivain canadien
- John Wimpenny (mort le 27 avril 2015), ingénieur britannique
- Joseph G. Galway (mort le 29 juin 1998), météorologue américain
- Len Lesser (mort le 16 février 2011), acteur américain
- Morog (mort le 1er septembre 2003), artiste français
- Muriel Millard (morte le 30 novembre 2014), chanteuse et comédienne, danseuse, puis artiste peintre québécoise
- Renée Aspe (morte le 17 septembre 1969), peintre française
- Sven Nykvist (mort le 20 septembre 2006), directeur de la photographie et réalisateur suédois

## Décès
- Ernest Burnat (né le 7 octobre 1833), architecte suisse
- Ernst Johann Schmitz (né le 18 mai 1845), naturaliste, ornithologue et entomologiste allemand